# Notograptus guttatus
Notograptus guttatus is een straalvinnige vissensoort uit de familie van Notograptidae (Notograptiden). De wetenschappelijke naam van de soort is voor het eerst geldig gepubliceerd in 1867 door Günther.